# Home pilota
L'home pilota és una peça destacada del Museu de Joguets i Autòmats de Verdú. Es tracta d'un autòmat fabricat al nord d'Àustria, aproximadament el 1930. El museu va adquirir la peça procedent d'una col·lecció italiana. La joguina ha esdevingut la imatge representativa del museu, i fins i tot se li ha fet una cançó, l'Ska de l'home pilota, i d'altres activitats relacionades. La joguina té la seva pròpia pàgina en algunes xarxes socials, com el Facebook.

## Skade l'home pilota
Durant l'estiu de 2009 es va realitzar un càsting entre diversos nens de la vila de Verdú per participar en l'enregistrament d'un videoclip promocional de l'home pilota. Es tracta d'una cançó de ska en què canten diversos nens del poble. També es va enregistrar un videoclip, de Raül Calabria i Laia Balasch.